# Cowgill, Missouri
Cowgill, Missouri (енгл. Cowgill) град је у америчкој савезној држави Мисури.

## Демографија
По попису из 2010. године број становника је 188, што је 59 (-23,9%) становника мање него 2000. године.
| Група             | 2000.       | 2010.       |
| Белци             | 241 (97,6%) | 179 (95,2%) |
| Афроамериканци    | 1 (0,4%)    | 1 (0,5%)    |
| Азијати           | 0 (0,0%)    | 1 (0,5%)    |
| Хиспаноамериканци | 0 (0,0%)    | 6 (3,2%)    |
| Укупно            | 247         | 188         |